# Alberto Judice Leote Cavaco
Alberto Judice Leote Cavaco  (1916) es un botánico, liquenólogo, y profesor portugués.
Fue profesor en el "Instituto Agrícola", en la "Escuela Politécnica" y en la "Universidad de Lisboa". Y realizó expediciones botánicas a Francia, Mozambique, y al propio Portugal y cerró su carrera académica en el "Laboratorio de Fanerógamas", del Museo Nacional de Historia Natural de Francia, en París.
Es un insigne taxónomo, coautor de Flora de Portugal y de numerosos otros trabajos científicos.

## Algunas publicaciones
- alberto judice leote Cavaco. 1949. A new species of Leroya (Rubiaceae-Vanguerieae) from Madagascar. 2 pp.

### Libros
- alberto judice leote Cavaco. 1974. Amaranthacées. Volumen 17 de Flore du Cameroun. Editor Muséum national d'histoire naturelle, Laboratoire de phanérogamie, 65 pp.
- -----------------------------------. 1963. Polygonacées, Chénopodiacées, Amaranthacées, Nyctaginacées, Phytolaccacées, Aizoacées, Portulacacées, Caryophyllacées. Volumen 7 de Flore du Gabon. Editor	Muséum National d'Histoire Naturelle, Laboratoire de Phanérogamie, 75 pp.
- -----------------------------------. 1962. Les Amaranthaceae de l'Afrique au sud du tropique du Cancer et de Madagascar. Volúmenes 13-14. Mémoires du Muséum national d'histoire naturelle: Botanique. Edición reimpresa de Éditions du Muséum, 254 pp.
- -----------------------------------. 1959a. Monimiacées. Volumen 80 de Flore de Madagascar et des Comores. Editor Firmin-Didot, 43 pp.
- -----------------------------------. 1959b. Contribution à l'étude de la flore de la Lunda d'après les récoltes de Grossweiler: 1946-1948. 230 pp.
- -----------------------------------. 1959c. Subsídios para o estudo da biologia na Lunda. Editor Companhia de Diamantes de Angola, Serviços Culturais, 186 pp.
- -----------------------------------, monique Keraudren. 1958a. Annonacées. Volumen 78 de Flore de Madagascar et des Comores. Editor Firmin-Didot, 109 pp.
- -----------------------------------, -----------------------, henri Humbert. 1958b. Annonacées (Annonaceae). Flore de Madagascar et des Comores. Editor Firmin-Didot, 109 pp.
- -----------------------------------, -----------------------. 1955. Santalacées, Olacacées, Opiliacées. Flore de Madagascar et des Comores. Editor Firmin-Didot, 40 pp.
- -----------------------------------. 1954. Chénopodiacées, Amaranthacées, Nyctaginacées, Phytolaccacées. Flore de Madagascar et des Comores. Editor Firmin-Didot, 90 pp.
- -----------------------------------. 1953. Polygonacées. Volumen 65 de Flore de Madagascar et des Comores. Editor Firmin-Didot, 22 pp.
- -----------------------------------. 1952a. Flore de Madasgacar et des Comores: (plantes vasculaires), publiée sous les auspices du Gouvernement général de Madagascar... 126e famille. Chlénacées. Editor Impr. de Firmin-Didot, 38 pp.
- -----------------------------------, henri Humbert. 1952b. Chlénacées. Flore de Madagascar et des Comores. Editor Typographie Firmin-Didot & Cie. 36 pp.

## Eponimia
Género
- (Euphorbiaceae) Cavacoa J.Léonard[3]

Especies
- (Sarcolaenaceae) Schizolaena cavacoana Lowry, G.E.Schatz, J.-F.Leroy & A.-E.Wolf[4]